# Laura Pausini
Laura Pausini, est une chanteuse italienne et personnalité de la télévision, née le 16 mai 1974 à Faenza en Émilie-Romagne. Elle se fait connaître dans son pays natal lors du festival de Sanremo de 1993, avec la chanson La Solitudine, et connaît le succès dans plusieurs pays européens et hispanophones, grâce à ses albums en espagnol, en portugais et en anglais, langues qu'elle parle couramment. Elle a aussi chanté quelques chansons en français, y compris des duos avec des artistes francophones dont Charles Aznavour, Johnny Hallyday, Hélène Ségara ou encore Lara Fabian.
Un de ses singles Limpido, chanté en duo avec Kylie Minogue, s'érige à la première place des classements en Italie et obtient une nomination aux World Music Awards.
Laura Pausini est la seule artiste italienne à avoir remporté un Grammy Award, quatre Latin Grammy Award et un Golden Globe. De plus, elle est nommée aux Oscars 2021. Elle compte près de 70 millions d’albums vendus dans le monde entier.

## Biographie

### Jeunesse et débuts (1974-1993)
Laura Alice Rossella Pausini est né à Faenza le 16 mai 1974. Elle grandit dans le petit village de Solarolo, parce qu'il n'y a pas d'hôpital à Solarolo ; son site officiel perpétue l'erreur de dire qu'elle est née à Solarolo[réf. nécessaire]. Laura Pausini parle couramment italien, espagnol, anglais et portugais, et a également quelques notions de français.
Elle commence à chanter à l'âge de huit ans dans le piano-bar de son père, Fabrizio, et enregistre un premier album à 13 ans, I sogni di Laura (« Les rêves de Laura »), composé majoritairement de reprises et distribué uniquement aux clients du piano-bar. Elle participe à plusieurs concours dans son Émilie-Romagne natale, mais ne commence à se faire entendre qu'en 1991, en passant la sélection pour participer au Festival de Castrocaro[source secondaire souhaitée].

### Du festival aux scènes (1993–2005)

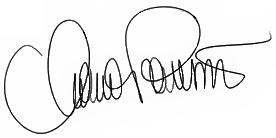
Signature de Laura Pausini.

L'Italie découvre la chanteuse lors du Festival de Sanremo de 1993, où elle remporte le prix du Meilleur espoir avec La solitudine, qui devient un tube en Europe (no 1 en Belgique, no 2 aux Pays-Bas, no 5 en France et en Italie...). L'année suivante, le titre Strani amori gagne la 3e place du festival et le single atteint la 2e place des classements italien et belge. En 1994, elle sort son premier album hispanophone, Laura Pausini, qui rencontre un grand succès en Espagne et en Amérique latine. Certaines de ses chansons apparaissent dans la série espagnole Physique ou Chimie. Le magazine Billboard la désigne alors comme la deuxième grande révélation féminine de l'année, juste après Mariah Carey[source secondaire souhaitée]. Elle reçoit le World Music Award à Monte-Carlo de l'artiste italienne ayant vendu le plus de disques cette année-là[source secondaire souhaitée], ainsi que le prix Lo Nuestro à Miami et le Globe d'argent pour avoir été la première chanteuse non Espagnole à vendre un million d'albums en Espagne.
En 1996, elle publie l'album Le cose che vivi en trois éditions différentes : l'une pour le marché italien, une autre pour le monde hispanophone, et une troisième pour le Brésil. Cette édition brésilienne contient toutes les chansons en italien, dont trois traduites en portugais et ajoutées à la liste originelle. Elle démarre son World Wide Tour '97 en Suisse, qui passera notamment par Paris, Lisbonne, Rotterdam, Madrid, Bruxelles et Monte-Carlo.
Son album suivant, La mia risposta, sorti en 1998 dans 50 pays en deux versions (italophone et hispanophone), représente une évolution dans sa musique grâce à des chansons à l'atmosphère soul, et comprend le titre Looking for an Angel, écrit par Phil Collins[source secondaire souhaitée]. L'année suivante, elle chante One More Time, écrit par  Richard Marx pour la bande originale du film Une Bouteille à la mer, avec Robin Wright, Kevin Costner et Paul Newman. Après une petite tournée européenne, elle part aux États-Unis rencontrer son nouveau producteur, David Foster, qui travaille alors pour Mariah Carey et Céline Dion. En 1999, elle participe au concert Pavarotti and Friends avec d'autres grands noms de la musique, chantant en solo We Are the World, ainsi qu'en duo avec Pavarotti Tu che m'hai preso il cuor.
Elle sort en 2000 l'album Tra te e il mare, qui inclut une chanson du même nom. L'album est lancé en avant-première un soir en première partie de soirée de Canale 5[pertinence contestée]. L'année suivante, sort une première compilation de ses plus grands succès, The Best of Laura Pausini, avec une nouvelle chanson, E ritorno da te. Elle le chantera à la cérémonie des Prix Nobel le 11 décembre 2002 au Spektrum d'Oslo[source secondaire souhaitée]. En 2002, elle sort son premier album anglophone, From the Inside, sur lequel elle a travaillé deux ans[source secondaire souhaitée].
Après deux années de silence, interrompues uniquement par l'enregistrement d'un duo avec Hélène Ségara, On n'oublie jamais rien, on vit avec, elle retourne sur scène en 2004 avec l'album italophone Resta in ascolto (disponible en DVD édition limitée avec des vidéos et des entrevues exclusives) et sa version hispanophone, Escucha. Cet album comporte trois collaborations : une avec Madonna (Mi abbandono a te), une avec Vasco Rossi (Benedetta passione), et une avec Biagio Antonacci (Vivimi)[source secondaire souhaitée]. Elle interprète Come se non fosse stato mai amore au Festivalbar en 2005[pertinence contestée].
Après un duo posthume avec Ray Charles[Quand ?], elle enregistre un autre duo avec Michael Bublé, You'll Never Find Another Love like Mine, qui apparaît dans le CD/DVD de ce dernier. En juin 2005, elle enregistre le single À Montreynaud avec le rappeur stéphanois Maskovitch[source secondaire souhaitée] à l'occasion du festival musicale NRJ Music Tour. Elle participe au concert Live 8 tenu au Circus Maximus de Rome le 2 juillet 2005, et sort ensuite l'album et le DVD Live in Paris '05, qui retrace ses concerts au Zénith de Paris les 22 et 23 mars 2005.

### Grammy et retrait (2006–2009)

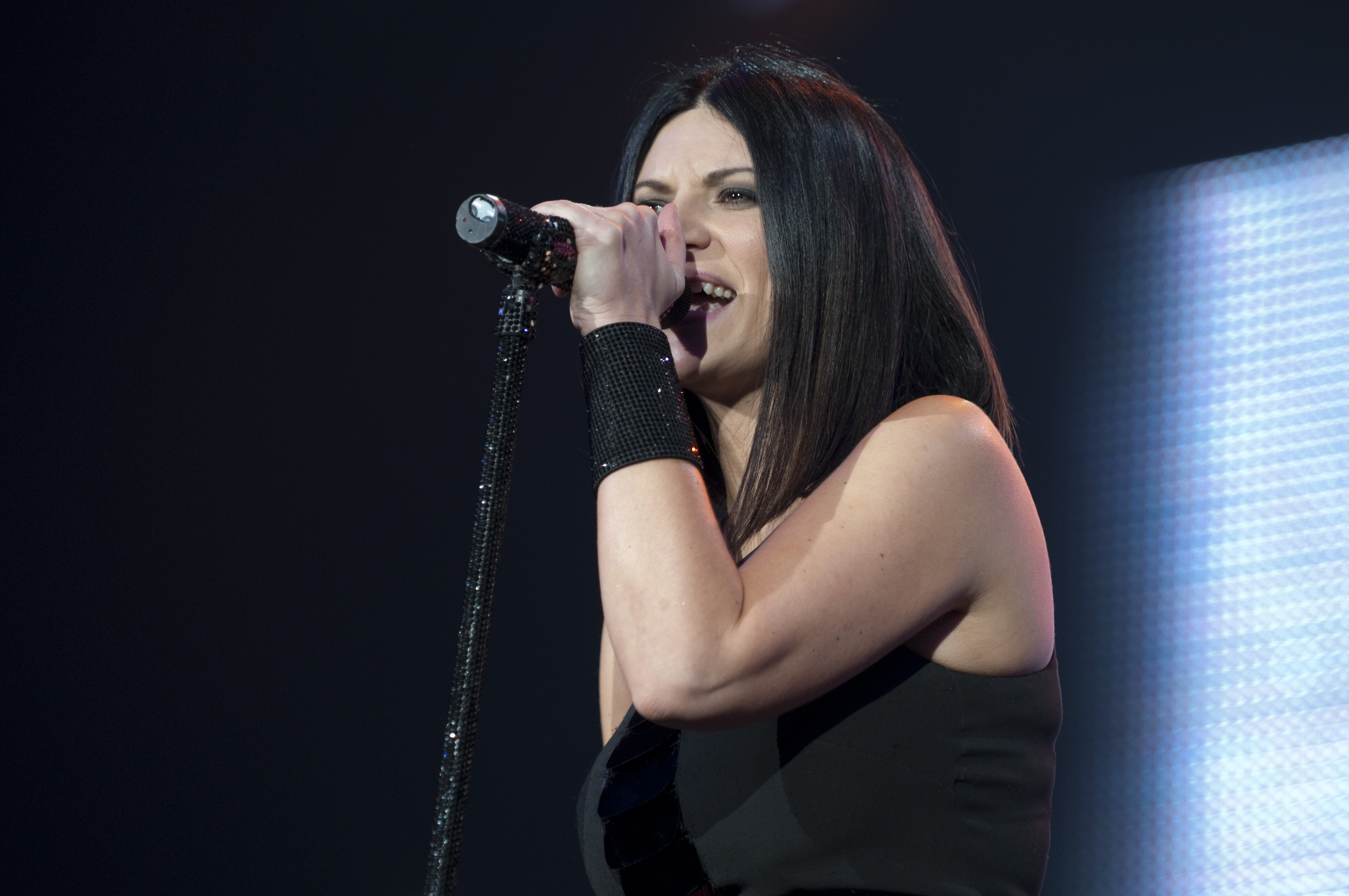
Laura Pausini en 2009.

Elle remporte le Grammy du meilleur album latin (Escucha) le 8 février 2006, devenant la seule artiste italienne à avoir gagné ce prix. Deux semaines après, elle gagne pour la seconde fois un prix Lo Nuestro, organisé par la chaîne américaine de langue espagnole Univision, cette fois dans la catégorie de l'« artiste pop féminine de l'année ».
Après une nouvelle participation au Festival de Sanremo de 2006, où elle chante notamment Nel blu dipinto di blu avec Eros Ramazzotti[source secondaire souhaitée], elle publie en mars 2006 un single pour fêter la Journée internationale des femmes, Uguale a lei (version italophone de Tous les visages de l'amour de Charles Aznavour). Le 9 juin 2006, le village où elle a grandi, Solarolo, lui octroie la citoyenneté honoraire[source secondaire souhaitée] pour avoir fait connaître la Romagne dans le monde. Durant l'été, elle participe à une série de concerts aux États-Unis avec Marc Anthony et Marco Antonio Solís, Juntos en concierto[source secondaire souhaitée].
Le 10 novembre 2006 elle sort l'album un disque de reprises de chansons italiennes, Io canto, porté par une reprise éponyme de Riccardo Cocciante. L'album inclut aussi la reprise de Come il sole all'improvviso de Zucchero, utilisée dans la bande sonore du film Salvatore - Questa è la vita, premier film réalisé par Walt Disney Pictures en Italie. La version italienne inclut trois duos avec Juanes, Tiziano Ferro et Johnny Hallyday (ce dernier n'étant pas inclus dans sa version espagnole), tandis que l'édition française propose la version franco-italienne de Io canto (Je chante). Cet album connaît un grand succès, s'écoulant à plus de deux millions d'exemplaires dans le monde. Le 2 juin 2007, Laura Pausini devient la première femme à se produire au stade San Siro de Milan pour un grand concert réunissant près de 70 000 spectateurs.
En 2009, à la suite du séisme dans la région des Abruzzes, elle organise un concert[source secondaire souhaitée] caritatif à San Siro, Amiche per l'Abruzzo (Amies pour les Abruzzes), qui réunit plusieurs chanteuses italiennes, de Gianna Nannini à Elisa. La même année, elle effectue une tournée mondiale de laquelle sera tirée l'album Laura Live, qui comprend également un DVD des différents concerts effectués en Europe et en Amérique pendant une année. Pour clore cette tournée mondiale avant de se retirer de la scène, elle donne un concert gratuit le jour de l'an à Olbia en Italie.

### Retour etInedito(2011–2014)

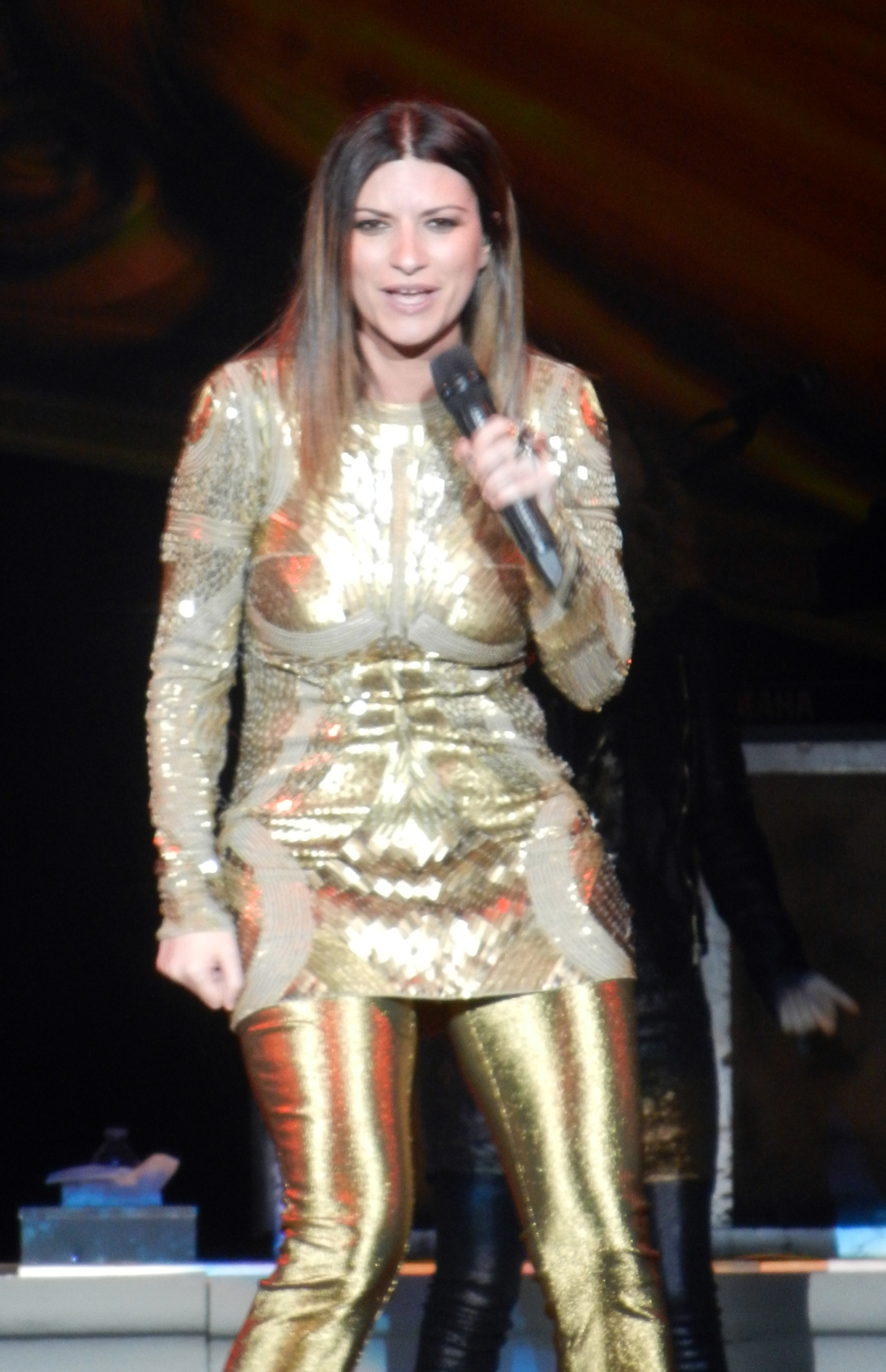
Laura Pausini à Paris-Bercy en 2012.

Le 11 novembre 2011 marque le retour de Laura Pausini dans le monde de la musique avec la sortie mondiale de son onzième album et deux séries de concerts entre 2011 et 2012 : une tournée italienne de 11 dates (6 à Milan et 5 à Rome), suivie d'une tournée européenne (France, Suisse, Espagne, Belgique, Allemagne, Autriche, Pays-Bas et Royaume-Uni)[source secondaire souhaitée].
Le 15 septembre 2012, elle annonce être enceinte d'une petite Paola, qui naîtra le 8 février 2013. Le 1er juin 2013, elle participe à un concert de charité à Londres, The Sound of Change, aux côtés de Beyoncé, Jennifer Lopez et Timbaland, dans le but de dénoncer et d'améliorer la condition des jeunes femmes à travers le monde[source secondaire souhaitée]. Le 9 septembre 2013, le titre Limpido, en duo avec Kylie Minogue, sort en single et devient No 1 en Italie, la chanson obtient une nomination aux World Music Awards et annonce la compilation 20 - The Greatest Hits, qui réunit ses plus grands succès ainsi que d'autres duos (Ennio Morricone, Marc Anthony, Ivete Sangalo, Hélène Ségara, Michael Bublé, Ray Charles, Lara Fabian, Andrea Bocelli, Miguel Bosé, Charles Aznavour et James Blunt). De décembre 2013 à mars 2014, elle entame une nouvelle tournée, The Greatest Hits World Tour, dans laquelle elle interprète ses succès ainsi que la chanson Se non te, écrite avec son compagnon Paolo Carta[pertinence contestée]. La même année, elle apparait sur le titre Sonrie, extrait de l'opus The Standards de la plus grande vendeuse de disques du marché hispanique Gloria Estefan. En 2014, elle publie le single Sino a ti, en duo avec la plus grande vendeuse de disques mexicaine, Thalía. La chanson est un succès, se classant à la 8e place des ventes en Italie et atteint la 18e meilleure position des ventes au classement Billboard Latino.[réf. nécessaire]

### SimilietFatti sentire(2015–2021)
Le 25 septembre 2015, Laura Pausini sort un nouveau single, Lato destro del cuore, extrait de l'album Simili qui sort en novembre 2015, marqué par deux morceaux dance[source secondaire souhaitée] : Innamorata et Io c'ero (+amore x favore). En juin 2016, elle entame une nouvelle tournée, en commençant par trois grands stades italiens (San Siro à Milan, le Stade olympique à Rome et l'Arène de la victoire de Bari) avant de poursuivre avec le Canada, les États-Unis, l'Amérique latine et l'Europe[source secondaire souhaitée]. Toutefois, la chanteuse devra annuler 5 dates européennes à cause d'une laryngotrachéite aiguë. Toujours en 2015, elle devient jurée de l'émission La Banda (série télévisée) qui est un concours de chant en langue espagnole qui a pour objectif de créer un nouveau groupe de musique. Le 4 novembre 2016, paraît Laura Xmas, un album de chansons de Noël édité en trois versions : internationale, espagnole (Laura Navidad) et française (celle-ci comportant la version française de White Christmas). De plus, le 9 décembre 2017, elle accompagne Phil Collins sur la chanson Separate Lives[source secondaire souhaitée].

### Anime parallele(depuis 2022)
Lors de la deuxième soirée du Festival de Sanremo 2022, le 2 février, le diffuseur italien Rai l'annonce comme présentatrice du Concours Eurovision de la chanson 2022 qui aura lieu à Turin, en Italie, les 10, 12 et 14 mai. Elle sera aux côtés du chanteur Mika et du présentateur Alessandro Cattelan[source secondaire souhaitée]. La chanson Scatola était écrite avec Madame[pertinence contestée].
À la suite des inondations en Émilie-Romagne en mai, l'artiste fait don des recettes des trois concerts à Venise (Laura Pausini World Tour 2023-2024) et participe au concert de bienfaisance Italia Loves Romagna au RCF Arena à Campovolo di Reggio Emilia le 24 juin 2023 avec d'autres artistes italiens. Le 27 octobre 2023, le nouvel album de chansons inédites composé de 16 titres intitulé Anime parallele (Almas paralelas la version en langue espagnole) est publié. Les singles comprennent Un buon inizio, Il primo passo sulla luna ; Durare (utilisé comme bande originale de I leoni di Sicilia, une série italienne sur Disney+) et Zero. La version publiée au Brésil contient Durar (uma vida com você) en portugais, en duo avec l'auteur-compositeur-interprète brésilien Tiago Iorc. Le 14 novembre 2023, Laura reçoit le prix Persona del Año de la Latin Recording Academy, une récompense spéciale décernée chaque année à un artiste pour ses réalisations dans l'industrie musicale latine, ainsi que pour ses efforts humanitaires. L'artiste est la troisième femme à recevoir le prix convoité de Persona dell’Anno (personnalité de l'année) (avant elle, seules Gloria Estefan et Shakira).
Entre juin 2023 et avril 2024, elle participe à la tournée 2023-2024 : la tournée se poursuit dans les arènes italiennes (décembre-janvier), en Europe (février) et en Amérique (mars-avril).

## Vie personnelle
Cette section ne s'appuie pas, ou pas assez, sur des sources secondaires ou tertiaires indépendantes du sujet. Le texte peut contenir des analyses inexactes ou inédites de sources primaires.
Pour l'améliorer, ajoutez-en, ou placez des modèles {{Source secondaire souhaitée}} ou {{Source secondaire nécessaire}} sur les passages mal sourcés. (décembre 2024)
Laura Pausini a rencontré l'homme de sa vie dans les années 2000 grâce à sa passion pour la musique. Musicien, chanteur, guitariste, directeur musical et producteur de disques, Paolo Carta (59 ans) déjà père de 3 enfants. Ils ont eu une fille née en 2013. Ils se sont mariés le 22 mars 2023.

## Discographie

### En italien
- 1993 - Laura Pausini
- 1994 - Laura
- 1996 - Le cose che vivi
- 1998 - La mia risposta
- 2000 - Tra te e il mare
- 2001 - The Best Of Laura Pausini - E ritorno da te
- 2004 - Resta in ascolto
- 2005 - Live in Paris '05
- 2006 - Io canto
- 2007 - San Siro 2007 (live)
- 2008 - Primavera in anticipo
- 2009 - Laura Live World Tour 09
- 2009 - Amiche per l'Abruzzo
- 2011 - Inedito
- 2013 - 20 - The Greatest Hits
- 2015 - Simili
- 2016 - Laura Xmas
- 2018 - Fatti sentire
- 2018 - Fatti sentire ancora
- 2023 - Anime Parallele

### En espagnol
- 1994 - Laura Pausini
- 1996 - Las cosas que vives
- 1998 - Mi respuesta
- 2000 - Entre tú y mil mares
- 2001 - Lo mejor de Laura Pausini - Volveré junto a ti
- 2004 - Escucha
- 2006 - Yo canto
- 2008 - Primavera Anticipada
- 2009 - Laura Live Gira Mundial 09
- 2011 - Inédito
- 2013 - 20 - Grandes Éxitos
- 2015 - Similares
- 2016 - Laura Navidad
- 2018 - Hazte sentir
- 2018 - Hazte sentir mas
- 2023 - Almas Paralelas

### En anglais
- 1995 - Laura Pausini
- 2002 - From the Inside
- 2016 - Laura Xmas

### Album non officiel
- 1987 - I sogni di Laura

### Singles
| Année | Single | Album                                              |
| ----- | --- | -------------------------------------------------- |
| 1993  | La solitudine Non c’è Mi rubi l'anima Perché non torna più Dove sei Baci che si rubano Tutt'al più Il cuore non si arrende                                                           | Laura Pausini                                      |
| 1994  | Strani amori Gente Lettera Lui non sta con te Un amico è così Ragazze che Il coraggio che non c'è Amori infiniti Cani e gatti Anni miei                                              | Laura                                              |
| 1996  | Incancellabile Le cose che vivi Ascolta il tuo cuore Seamisai Due innamorati come noi Angeli nel blu Il mondo che vorrei La voce Un giorno senza te 16/5/74 Che storia è Mi dispiace | Le cose che vivi                                   |
| 1998  | Un’emergenza d’amore In assenza di te La mia risposta Come una danza | La mia risposta                                    |
| 2000  | Tra te e il mare Il mio sbaglio più grande Fidati di me Volevo dirti che ti amo The Extra Mile (du film Pokémon 2000)                                                                | Tra te e il mare                                   |
| 2001  | E ritorno da te Una storia che vale | The best of... E ritorno da te                     |
| 2002  | Surrender I Need Love If That's Love It's Not Goodbye | From the Inside                                    |
| 2004  | Resta in ascolto Vivimi Come se non fosse stato mai amore Benedetta passione La prospettiva di me                                                                                    | Resta in ascolto                                   |
| 2006  | Io canto Spaccacuore Non me lo so spiegare | Io canto                                           |
| 2008  | Invece no Primavera in anticipo (feat. James Blunt) Un fatto ovvio | Primavera in anticipo                              |
| 2011  | Benvenuto Non ho mai smesso Bastava Mi Tengo Le cose che non mi aspetto Celeste | Inedito                                            |
| 2013  | Limpido (Feat Kylie Minogue) Se Non Te Víveme (Feat Alejandro Sanz) | 25,35                                              |
| 2015  | Lato destro del cuore Simili Innamorata Ho creduto a me | Simili                                             |
| 2018  | Non è detto Novo Frasi a metà E.STA.A.TE | Fatti sentire                                      |
| 2019  | Io Si (Seen) | La vita davanti a se (soundtrack)                  |
| 2022  | Scatola | Laura Pausini : piacere di conoscerti (soundtrack) |

### Autres chansons
- Loneliness : version anglophone de La solitudine.
- Speranza
- Uguale a lei
- E' non è : reprise de la chanson de Niccolò Fabi (enregistrée pour l'album Io Canto mais n'y a pas été incluse)
- Un giorno dove vivere (enregistrée pour l'album Primavera In Anticipo mais n'y a pas été incluse)
- Agora Não (Version portugaise du Invece No)
- Con la musica alla radio (enregistrée pour l'album Laura Live en bonus)
- Casomai (enregistrée pour l'album Laura Live en bonus)
- Non sono lei (enregistrée pour l'album Laura Live en bonus)
- Je Chante : version mi-francophone de Io Canto
- Dans Le Premier Regard : version francophone de Nel primo sguardo
- Strada facendo : reprise de la chanson de Claudio Baglioni (album Io canto)

### Collaborations
- 1993 - Mi rubi l'anima - (duo avec Raf)
- 1999 - Tu che m'hai preso il cuor - (duo avec Luciano Pavarotti)
- 2001 - Sei que me amavas - (duo avec Gilberto Gil)
- 2001 - Dime - (duo avec José El Francés ; il y en a deux versions)
- 2001 - Todo para ti - (plusieurs artistes)
- 2002 - Sei solo tu - (duo avec Nek)
- 2002 - Tan sólo tú - (duo avec Nek)
- 2003 - Entre tú y mil mares - (duo avec Biagio Antonacci)
- 2003 - On n'oublie jamais rien, on vit avec - (duo avec Hélène Ségara)
- 2005 - Surrender to Love - (duo posthume avec Ray Charles)
- 2005 - You'll Never Find Another Love Like Mine - (duo avec Michael Bublé)
- 2005 - Como tú y como yo - (duo avec le groupe mexicain Sin bandera)
- 2006 - Come il sole all'improvviso - (duo avec Johnny Hallyday)
- 2006 - Non me lo so spiegare - (duo avec Tiziano Ferro)
- 2006 - No me lo puedo explicar - (duo avec Tiziano Ferro)
- 2006 - Il mio canto libero - (duo avec Juanes)
- 2006 - Mi libre canción - (duo avec Juanes)
- 2008 - Dare to Live (vivere) - (duo avec Andrea Bocelli)
- 2008 - Todo Vuelve a empezar - (duo avec Luis Fonsi)
- 2008 - Primavera in anticipo - (duo avec James Blunt)
- 2011 - Inedito - (duo avec Gianna Nannini)
- ? - Caruso - (duo avec Jovanotti)
- ? - Inesquecível  - (duo avec Sandy Leah)
- 2013 - E ti prometterò - (Josh Groban en duo avec Laura Pausini)
- 2013 - Sonríe (Smile) - (Gloria Estefan en duo avec Laura Pausini)
- 2013 - Historia de un amor - (Lucho Gatica en duo avec Laura Pausini)

Laura Pausini a chanté d'autres duos avec des artistes tels que  Andrea Bocelli, Lara Fabian, Phil Collins, Julio Iglesias, Gianni Morandi, Fiorello, Eros Ramazzotti, Garou, Giorgia, Elisa, Gianna Nannini, Noemi, Nolwenn Leroy, Maurane, etc.

### Bandes originales
- One More Time (bande originale du film Une bouteille à la mer)
- The Extra Mile (bande originale du film Pokémon 2 : Le pouvoir est en toi)
- Come il sole all'improvviso (bande originale du film Salvatore - Questa è la vita)
- Io si (bande originale du film La Vie devant soi)
- Viveme (générique de la série La belle mère)

### VHS/DVD
- 1999 - Video Collection 1993-99 (édition italienne)
- 1999 - Video Collection 1993-99 (édition espagnole)
- 2002 - World Wide Tour 2001/2002
- 2005 - Live in Paris '05 (Édition CD/DVD)
- 2005 - Live in Paris '05 (Édition 2 DVD)
- 2007 - San Siro 2007 (Édition CD/DVD)
- 2007 - San Siro 2007 (DVD seul)
- 2009 - Laura Live World Tour/Gira Mundial 09 (CD/DVD en édition italienne et espagnole)
- 2012 - Inedito World Tour 2012 (Edition CD/DVD)

## Distinctions
- Première place au Festival de Sanremo de 1993, section Nuove proposte
- Troisième place au Festival de Sanremo de 1994, section Big
- 1 Sanremo Top en 1994
- 165 disques platines
- 2 World Music Award, l'un en 1994, l'autre en 2003
- 1 Telegatto d'argent en 1993
- 1 Telegatto d'or en 1994
- 2 Prix d'Europe au Festivalbar, l'un en 1994 et l'autre en 1997
- 2 prix Lo Nuestro en 1995 et en 2006
- 1 Globo de oro en 1995
- 4 Platinum Music Award en 1996, 1997 et en 2002
- 1 prix Lunezia en 2001
- 1 disque de diamant en 2003
- 1 Spécial Award en 2004
- 1 Latin Music Fan Award en 2005
- 1 prix Miglior Tour au Festivalbar de 2005
- 1 Latin Grammy Award en 2005
- 1 Grammy Award en 2006
- 1 Latin Grammy Award en 2007
- 3 ASCAP Latin Music Award en 2002 et en 2006
- 1 Billboard Latin Music Award en 2006
- 1 Latin Grammy Award en 2009
- Commendatrice de l'Ordine al Merito della Repubblica Italiana
- 1 Golden Globe de la meilleure chanson originale pour Io sì (Seen) dans La Vie devant soi en 2021
- 1 nomination à l'Oscar de la meilleure chanson originale pour Io sì (Seen) dans La Vie devant soi en 2021